# KBS 제2라디오
KBS 제2라디오 또는 KBS 해피FM(영어: KBS Happy FM)은 대한민국의 방송국 한국방송공사에서 운영·방송하는 라디오 채널이다. 주로 중장년층을 대상으로 대중음악, 연예오락 등이 방송된다.
방송 시간은 오전 5시부터 다음 날 오전 3시까지 22시간 방송되며, 오전 3시부터 오전 4시 54분까지는 정파 시간을 갖는다.
1933년 4월 26일에 경성방송국 제2방송 조선어방송으로 개국하였다.

## 개요
본래 중파방송을 중심으로 전국적으로 퍼져 있었으나, KBS 제3라디오가 개국하면서 대부분의 중파 주파수들이 KBS 제3라디오 용으로 편입되어 현재 KBS 제2라디오의 AM 주파수는 수도권 603㎑, 대구경북권 558㎑만이 남아 있다. 그리고 2000년 7월 1일에 개국한 수도권 FM 106.1㎒(당시 남산 송신소, 출력 1㎾)가 설치되면서 이를 시작으로 전국적인 FM 방송이 구축되었다. 1981년 9월 6일에 제3방송이 제2라디오로 이관되면서 광고방송(상업광고방송)이 실시 준비되었다. 1981년 9월 7일에 KBS 2TV의 채널과 이어지게 되면서 광고방송(상업광고방송)이 개시 및 재개되었다. 2라디오의 채널은 평일 4블록(20분~25분) 및 주말 및 공휴일에 5블록(25분~30분)을 정했다. 1년 만에 1982년 1월 25일에 2라디오의 채널도 KBS 2TV와 광고방송(상업광고방송)을 실시했다. 1994년 9월 30일에 KBS 제1라디오의 채널과 KBS 제1FM은 광고방송(상업광고방송)을 마지막으로 송출하였고, 2라디오의 채널도 KBS 2TV와 같이 광고방송(상업광고방송)을 실시하였다. 1994년 10월 1일에 KBS 제1라디오의 채널과 KBS 1FM의 채널은 수신료징수제도개선을 계기로 광고방송(상업광고방송) 폐지에 따른 2라디오의 채널은 KBS 2TV의 채널과 광고방송(상업광고방송)을 시간 및 편성을 확대하였다. 2003년 10월 20일부터는 해피FM(Happy FM)이라는 애칭을 사용한다.
수도권의 중파 주파수 603㎑는 250~500㎾의 고출력으로 송출하며, 이러한 고출력 송출은 과거 제2방송의 남양 송신소 설치 당시 대공방송 및 교육방송을 편성하였기 때문이었다는 이야기가 있다. 대구경북권의 558㎑도 250㎾라는 고출력으로 송출되며 이 때문에 과거에는 대구경북권 주파수에서 자정 이후 시간대에 KBS 제2라디오 본방송 대신 KBS 사회교육방송(현 KBS 한민족방송)이 송출된 적도 있었다.
유일한 장수 프로그램으로는 밤을 잊은 그대에게가 있고 이 프로그램은 대한민국에서 단일 방송 프로그램으론, 가장 현존하는 최장수 라디오 프로그램이기도 하다.
24시간 방송이 아니며, 오전 5시부터 다음 날 오전 3시까지만 방송된다. 오전 6시 57분부터 오후 8시 57분까지 매 57분, 오전 7시 30분, 오전 8시 30분, 오후 6시 30분에는 30분 교통정보가 방송된다. 각 프로그램에 문자는 #1061(짧은 문자는 50원, 긴 문자, 사진, 동영상 등 첨부 MMS는 100원), 인터넷 라디오 콩으로 방송에 실시간 참여할 수 있다.
1990년에 EBS가 KBS에서 분리되었을 당시에 제2라디오를 EBS에 편입시키려고 하였으나 무산되었다.
중파 603㎑는 낮 시간대에 전국에서 수신이 가능하다.

## 특징
- 1933년 4월 26일에 경성방송국 제2방송이라는 명칭으로 개국하였다.[6] 2라디오의 채널도 KBS 2TV와 광고방송(상업광고방송)을 송출하고 있다.[7]
- 1981년 9월 6일에 2라디오의 채널은 KBS 2TV와 같이 광고계약을 했고, 2라디오의 채널은 1981년 9월 7일에 KBS 2TV의 채널과 광고방송(상업광고방송)을 송출했고, 2라디오의 채널은 평일에 4블록(20분~25분)과 주말과 공휴일에 5블록(25분~30분)을 편성했다.[8] 1982년 1월 25일에 2라디오의 채널은 1년만에 광고방송(상업광고방송)을 실시했다. 2라디오의 채널은 1994년 9월 30일에도 광고 업무를 담당했다. 1994년 10월 1일에 KBS 제1라디오의 채널과 KBS 제1FM의 채널은 수신료징수제도개선을 계기로 광고방송(상업광고방송) 폐지에 따른 2라디오의 채널은 광고방송(상업광고방송)을 시간 및 편성하게 되었다.[9] KBS 제2FM(구 동양FM)도 1980년 12월 1일에 언론통폐합으로 인해 광고방송(상업광고방송)을 폐지했지만 2001년 12월 10일에 광고방송(상업광고방송)을 허용 및 개시했다. 동양FM은 1965년 6월 26일부터 1980년 11월 30일까지 광고방송(상업광고방송)을 송출하였고, 1980년 11월 30일에 마지막으로 광고방송(상업광고방송)을 마치다가 1980년 12월 1일에 언론통폐합으로 인해 동양FM이 KBS 제2FM으로 변경 후 광고방송(상업광고방송)을 폐지를 한 이후로 공익광고방송만 나가게 되었다. 광고방송(상업광고방송) 없이 수신료로 운영을 했다. 21년 만에 광고방송(상업광고방송)을 허용하기 시작하였다. 2002년 1월 1일부터 2라디오의 채널과 이어지게 되었고 광고방송(상업광고방송)을 실시하였다. KBS 2FM도 2라디오와 같이 광고 계약을 하기 시작을 했다. 2002년 1월 1일부터 광고방송(상업광고방송)이 2라디오와 같이 이어지게 되었다. 광고방송(상업광고방송)을 내보내는 라디오 채널이다. 라디오 프로그램을 시작할 때에는 내보낼 수 있고, 종료될 때에도 광고방송(상업광고방송)을 내보낼 수 있다. 이는 공익광고방송까지 포함된다. 2018년부터 KBS 2FM의 채널도 광고 판매가 되었다.

## 연혁
- 1933년 4월 26일: 경성방송국 제2방송(호출부호 JODB, 조선어방송)으로서 라디오 방송 개시.[10]
- 1947년 8월 15일: 독립 후 국제전기통신연합 (ITU) 으로부터 호출부호 HL을 부여받음에 따라 호출부호를 HLSA로 변경. 경성방송국 제2방송에서 KBS 제2방송으로 채널명 변경. 주로 대공방송 및 국제방송 위주로 방송.
- 1972년 2월 14일: 주파수를 660kHz에서 600kHz로 변경. 방송 목적을 대공방송 및 국제방송에서 오락 및 교육 목적의 방송으로 변경.
- 1978년 11월 1일: 국제전기통신연합에서 AM 주파수 간격을 10㎑에서 9㎑로 변경함에 따라 603㎑로 변경.
- 1981년 3월 16일: KBS부산방송총국 제3방송 FM 방송 개국 (HLKE-FM 주파수 97.1㎒).
- 1981년 9월 6일: KBS 2TV의 채널과 광고방송(상업광고방송) 실시 준비.[11]
- 1981년 9월 7일: 오전 0시를 기해 제3방송을 제2방송(603㎑, 639㎑)으로 통합. 뉴스, 연예오락, 대중가요 프로그램 대폭 강화. 제3방송 폐지 후 일부 프로그램을 제2방송로 전환.(기존 제3방송의 639kHz는 제2방송 603kHz와 동시 방송) KBS 2TV와 같이 지역국 대폭 강화 및 광고방송(상업광고방송) 개시. 제2방송에서 제2라디오로 변경. 2라디오의 채널 광고 평일 4블록(20분~25분), 주말과 공휴일 5블록(25분~30분).[12]
- 1982년 1월 24일: 2라디오의 채널은 KBS 2TV와 1차 광고방송(상업광고방송) 실시.
- 1982년 1월 25일: 2라디오의 채널은 KBS 2TV의 채널과 광고방송(상업광고방송)실시.[13]
- 1990년 3월 2일: KBS 1TV의 채널에서 평일 오전 블록광고를 폐지에 따른 KBS 2TV와 2라디오의 채널은 평일 오전에 광고방송(상업광고방송)을 시간 및 편성.[14]
- 1994년 9월 30일: KBS 1TV의 채널과 KBS 제1라디오의 채널 및 KBS 제1FM의 채널과 함께 광고방송(상업광고방송)을 마지막으로 송출. 2라디오의 채널은 KBS 2TV의 채널과 광고방송(상업광고방송) 실시.[15]
- 1994년 10월 1일: KBS 1TV의 채널은 KBS 제1라디오와 KBS 제1FM의 채널은 수신료징수제도개선을 계기로 광고방송(상업광고방송) 폐지에 따른 2라디오의 채널은 KBS 2TV의 채널과 광고방송(상업광고방송) 시간 및 편성 확대.[16]
- 1996년 11월 4일: KBS 2라디오 교통정보 신설.
- 2000년 1월 1일: KBS 제3라디오 개국에 따라 주파수 639㎑와 개봉, 속초 등 일부 2라디오 AM 송신소들은 KBS 제2라디오의 AM 송출을 제3라디오로 전환.[17]
- 2000년 7월 1일: 아침 5시 KBS 제2라디오 수도권 FM 라디오 방송 개국(HLSA-SFM, 106.1MHz. 10kW).
- 2000년 8월 1일: KBS제주방송총국 제2라디오 견월악 송신소 FM 방송 (HLQC-SFM 91.9MHz) 개국, KBS속초방송국 괘방산 송신소 2R·FM 스테레오 방송 개국(HLAH-SFM 102.1MHz).
- 2001년 11월 22일: KBS춘천방송총국 제2라디오 FM 방송 (HLCE-SFM, 98.7MHz) 개국.
- 2001년 11월 30일: KBS대구방송총국 제2라디오 FM 방송 개국(HLQH-SFM, 102.3MHz).
- 2001년 12월 5일: KBS대전방송총국 제2라디오 FM 방송 (HLQT-SFM FM 100.9MHz) 개국, KBS광주방송총국 제2라디오 FM 방송 개국(HLAA-SFM 95.5MHz).
- 2001년 12월 10일: KBS 제2FM과 같이 광고방송(상업광고방송) 재계약 및 재실시 개시.
- 2002년 1월 1일: KBS 제2FM과 같이 광고방송(상업광고방송) 실시.[18]
- 2002년 10월 10일: KBS전주방송총국 제2라디오 FM 방송 개국(HLAS-SFM, 92.9MHz. 3㎾).
- 2002년 10월 17일: KBS창원방송총국 제2라디오 FM 방송 개국(HLKD-SFM 106.1MHz) 개국(스테레오 방송).
- 2002년 10월 25일: KBS제주방송총국 제2라디오 삼매봉 중계소 FM 주파수 변경 (94.3 → 89.7MHz).
- 2003년 10월 20일: KBS 제2라디오의 애칭을 "KBS 해피FM(Happy FM)"으로 확정.
- 2003년 11월 5일: KBS순천방송국 제2라디오 FM (FM 102.7MHz, FM 100.9MHz, FM 106.7MHz, 호출부호 HLAA-SFM)개국, (2R→제 3R 사랑의 소리방송 전환)
- 2003년 11월 7일: KBS청주방송총국 제2라디오 방송 (FM 90.9MHz, 호출부호 HLAC-SFM) 개국.
- 2008년 4월 21일: KBS 라디오 봄 개편으로 인해 KBS 2라디오 교통정보를 55분 교통정보에서 57분 교통정보로 변경.
- 2012년 12월 31일: KBS대구방송총국 김천 중계소 제2라디오 해피FM 방송 (HLQH-SFM, 88.9㎒) 개국.
- 2015년 12월 1일: KBS부산방송총국 제2라디오 해피FM 기장, 정관, 녹산 (HLKE-SFM, 99.5㎒) 개국.
- 2018년 11월 19일: 해피FM 생방송 스튜디오 새 단장 이전 (구. 쿨FM(2FM) 생방송 스튜디오로 이전).

## 방송 프로그램 (편성표)
2025년 6월 30일 기준 
| 05:00            | 이슬기의 상쾌한 아침 (쿨FM 수중계)                                                                                      | 전국방송 | 전국방송 | 전국방송              | 전국방송 | 전국방송 | 전국방송              | 전국방송 | 전국방송              | 전국방송 | 전국방송              | 전국방송 | 전국방송 | 전국방송 | 전국방송 | 전국방송 | 전국방송 | 전국방송 | 전국방송 | 전국방송 |
| 07:00            | 우리의 아침, 조경아입니다 (수도권 방송) 조정식의 FM대행진 (각 지역방송 총국 / 쿨FM 프로그램 수중계)                     | O 무     | X O      | X O                   | X O      | X O      | X O                   | X O      | X O                   | X O      | X O                   |          |          |          |          |          |          |          |          |          |
| 09:00            | 주현미의 러브레터 | 전국방송 | 전국방송 | 전국방송              | 전국방송 | 전국방송 | 전국방송              | 전국방송 | 전국방송              | 전국방송 | 전국방송              | 전국방송 | 전국방송 | 전국방송 | 전국방송 | 전국방송 | 전국방송 | 전국방송 | 전국방송 | 전국방송 |
| 11:00            | 박명수의 라디오쇼 (쿨FM 수중계)                                                                                         | O        | O        | X                     | O        | O        | O                     | O        | O                     | O        | O                     |          |          |          |          |          |          |          |          |          |
| 12:00            | 임백천의 백뮤직 (수도권 방송) 이은지의 가요광장 (각 지역방송 총국 / 쿨FM 프로그램 수중계)                               | O X      | X O      | X O                   | X O      | X O      | X O                   | X O      | X O                   | X O      | X O                   |          |          |          |          |          |          |          |          |          |
| 14:00            | 은가은의 빛나는 트로트                                                                                                  | O        | O        | △(평일 2부와 주말: O) | O        | O        | △(평일 2부와 주말: O) | O        | △(평일 1부와 주말: O) | O        | △(평일 2부와 주말: O) |          |          |          |          |          |          |          |          |          |
| 16:00 00:00 (재) | 이본의 라라랜드 | 전국방송 | 전국방송 | 전국방송              | 전국방송 | 전국방송 | 전국방송              | 전국방송 | 전국방송              | 전국방송 | 전국방송              | 전국방송 | 전국방송 | 전국방송 | 전국방송 | 전국방송 | 전국방송 | 전국방송 | 전국방송 | 전국방송 |
| 18:00            | 스윗 드라이브 인호진입니다 (수도권 방송) 사랑하기 좋은 날 이금희입니다 (주말만 각 지역방송 총국 / 쿨FM 프로그램 수중계) | O X      | X O      | X O                   | X O      | X O      | X O                   | X O      | X O                   | X O      | X O                   |          |          |          |          |          |          |          |          |          |
| 20:00            | 이상호의 드림팝 | 전국방송 | 전국방송 | 전국방송              | 전국방송 | 전국방송 | 전국방송              | 전국방송 | 전국방송              | 전국방송 | 전국방송              | 전국방송 | 전국방송 | 전국방송 | 전국방송 | 전국방송 | 전국방송 | 전국방송 | 전국방송 | 전국방송 |
| 22:00            | 유지원의 밤을 잊은 그대에게                                                                                             | 전국방송 | 전국방송 | 전국방송              | 전국방송 | 전국방송 | 전국방송              | 전국방송 | 전국방송              | 전국방송 | 전국방송              | 전국방송 | 전국방송 | 전국방송 | 전국방송 | 전국방송 | 전국방송 | 전국방송 | 전국방송 | 전국방송 |
| 02:00            | 팝스 프리덤 (재방송 한민족 수중계)                                                                                      | 전국방송 | 전국방송 | 전국방송              | 전국방송 | 전국방송 | 전국방송              | 전국방송 | 전국방송              | 전국방송 | 전국방송              | 전국방송 | 전국방송 | 전국방송 | 전국방송 | 전국방송 | 전국방송 | 전국방송 | 전국방송 | 전국방송 |

### 비고
- 편성은 총국 기준으로 하며 수신 자체가 불가능한 지역국은 5가지 지역이다. 해당 방송국은 충주, 포항, 안동, 울산, 진주이다. 대신 휴대전화 및 인터넷 라디오로 청취가 가능하다. (603㎑는 전국에서 주간에 청취가 가능하다.)
- 쿨FM 프로그램인 이슬기의 상쾌한 아침이 모두 전국방송에 송출된다. 단, 아침 5시부터 아침 7시까지는 KBS 쿨FM을 수중계한다.
- 쿨FM 프로그램인 박명수의 라디오쇼가 전국에 송출된다. 단, 전북특별자치도 전주시 지역는 지역방송을 내보낸다.
- 우리의 아침, 조경아입니다, 임백천의 백뮤직, 스윗 드라이브 인호진입니다 본방송은 수도권에서만 방송되고, 지역총국 해피FM에서는 쿨FM 프로그램인 조정식의 FM대행진, 이은지의 가요광장, 사랑하기 좋은 날 이금희입니다가 송출된다.
- 단, 은가은의 빛나는 트로트 평일에서는 부산, 전주, 대구경북, 대전세종충남은 지역방송을 내보낸다.
- 단, 일부 로컬 방송은 광고가 없고 다시듣기가 불가능하며 2025년 1월 1일 을사년 새해 첫날부터 강원권[19], 충북권[20], 경남권[21], 광주전남권[22], 제주권 지역에는 지역방송 없이 그대로 나간다. (총 5개)
- 단, 이슬기의 상쾌한 아침, 주현미의 러브레터, 은가은의 빛나는 트로트 주말, 이본의 라라랜드[23], 이상호의 드림팝, 유지원의 밤을 잊은 그대에게, 팝스 프리덤 재방송 한민족 수중계도 모두 전국방송이다. (총 8개)
- 단, 밤과 새벽 시간은 모두 전국방송이다.

## 방송 시간
|                            | 0 | 1 | 2 | 3 | 4 | 5 | 6 | 7 | 8 | 9 | 10 | 11 | 12 | 13 | 14 | 15 | 16 | 17 | 18 | 19 | 20 | 21 | 22 | 23 | 비고 |
| -------------------------- | - | - | - | - | - | - | - | - | - | - | -- | -- | -- | -- | -- | -- | -- | -- | -- | -- | -- | -- | -- | -- | ---- |
| 월요일                     | ● | ● | ● | ○ | ○ | ● | ● | ● | ● | ● | ●  | ●  | ●  | ●  | ●  | ●  | ●  | ●  | ●  | ●  | ●  | ●  | ●  | ●  |      |
| 화요일                     | ● | ● | ● | ○ | ○ | ● | ● | ● | ● | ● | ●  | ●  | ●  | ●  | ●  | ●  | ●  | ●  | ●  | ●  | ●  | ●  | ●  | ●  |      |
| 수요일                     | ● | ● | ● | ○ | ○ | ● | ● | ● | ● | ● | ●  | ●  | ●  | ●  | ●  | ●  | ●  | ●  | ●  | ●  | ●  | ●  | ●  | ●  |      |
| 목요일                     | ● | ● | ● | ○ | ○ | ● | ● | ● | ● | ● | ●  | ●  | ●  | ●  | ●  | ●  | ●  | ●  | ●  | ●  | ●  | ●  | ●  | ●  |      |
| 금요일                     | ● | ● | ● | ○ | ○ | ● | ● | ● | ● | ● | ●  | ●  | ●  | ●  | ●  | ●  | ●  | ●  | ●  | ●  | ●  | ●  | ●  | ●  |      |
| 토요일                     | ● | ● | ● | ○ | ○ | ● | ● | ● | ● | ● | ●  | ●  | ●  | ●  | ●  | ●  | ●  | ●  | ●  | ●  | ●  | ●  | ●  | ●  |      |
| 일요일                     | ● | ● | ● | ○ | ○ | ● | ● | ● | ● | ● | ●  | ●  | ●  | ●  | ●  | ●  | ●  | ●  | ●  | ●  | ●  | ●  | ●  | ●  |      |
| ● 방송중, ○ 방송종료(정파) |   |   |   |   |   |   |   |   |   |   |    |    |    |    |    |    |    |    |    |    |    |    |    |    |      |

### 변천사
| 방송 채널  | 연도   | 방송 시작 시간 | 방송 종료 시간 | 비고 |
| ---------- | ------ | -------------- | -------------- | ---- |
| KBS 해피FM | 1947년 | 05:00          | 24:00          |      |
| KBS 해피FM | 1961년 | 05:00          | 02:00          |      |
| KBS 해피FM | 1981년 | 05:00          | 03:00          |      |

## 종영 프로그램
- 4시의 가요데이트
- 출발 뉴스센터
- 스포츠 스포츠쇼
- 논설
- 연예가 산책
- 가로수를 누비며
- 2라디오에 물어보세요
- KBS 제2라디오 정시 뉴스
- KBS 제2라디오 아침종합뉴스
- KBS 제2라디오 정오종합뉴스
- KBS 제2라디오 저녁종합뉴스

아침 5시대
- 언제나 청춘 (1997년 4월 7일 ~ 2007년 4월 15일)
- 신바람 세상 (2007년 4월 16일 ~ 2011년 11월 6일)
- 활기찬 새아침 (2011년 11월 7일 ~ 2013년 4월 6일)
- 일요일 아침 (2011년 11월 13일 ~ 2013년 4월 7일)
- 출발! 해피FM (2013년 4월 8일 ~ 2020년 8월 30일)

아침 6시대
- 엄길청의 성공시대 (2003년 10월 20일 ~ 2007년 4월 15일)
- 생방송 열린아침 정용석입니다 (2000년 11월 6일 ~ 2004년 10월 16일)
- 윤인구의 모닝쇼 (2004년 10월 18일 ~ 2007년 10월 13일)
- 출발! 해피FM 이광용입니다 (2011년 1월 1일 ~ 2011년 11월 6일)
- 일요일 아침 (2011년 11월 13일 ~ 2013년 4월 7일)
- 출발! 해피FM (2013년 4월 8일 ~ 2017년 2월 5일)
- 굿모닝 팝스 (2017년 2월 6일 ~ 2024년 6월 30일)

아침 7시대
- 경제드라마 굿모닝 홍길동 (2007년 4월 16일 ~ 2008년 4월 18일)
- 지금은 웰빙시대 (2003년 11월 9일 ~ 2011년 11월 6일)
- 경제포커스 (2000년 11월 6일 ~ 2013년 4월 6일)
- 일요일 아침 (2011년 11월 13일 ~ 2013년 4월 7일)
- 당신의 아침 박은영입니다 (2013년 4월 8일 ~ 2016년 9월 4일)
- 김난도의 트렌드 플러스 (2016년 9월 5일 ~ 2018년 5월 25일)
- 뮤직플러스 (2016년 9월 10일 ~ 2018년 5월 27일)
- 럭키세븐 (2018년 5월 28일 ~ 2020년 8월 30일)
- 프리웨이 (2020년 8월 31일 ~ 2023년 12월 31일)

아침 8시대
- 신현대 박사의 한방칼럼 (2000년 11월 6일 ~ 2003년 4월 5일)
- 이철호의 한방칼럼 (2003년 4월 7일 ~ 2003년 10월 18일)
- 김소형의 한방칼럼 (2003년 10월 20일 ~ 2005년 10월 30일)

오전 9시대
- 안녕하세요 황인용 강부자입니다 (1980년 12월 1일 ~ 1992년 1월 13일)
- 안녕하세요 황인용 서승현입니다 (1992년 1월 14일 ~ 1993년 10월 10일)
- 안녕하세요 김홍신 김수미입니다 (1993년 10월 11일 ~ 1995년 4월 2일)
- 강석우 금보라의 행복만들기 (2000년 5월 1일 ~ 2001년 10월 14일)
- 안녕하세요 황인용 김미화입니다 (2001년 10월 15일 ~ 2002년 10월 20일)
- 안녕하세요 노주현 김연주입니다 (2002년 10월 21일 ~ 2003년 10월 19일)
- 안녕하세요 노주현 왕영은입니다 (2003년 10월 20일 ~ 2004년 4월 25일)
- 안녕하세요 정한용 왕영은입니다 (2004년 4월 26일 ~ 2005년 10월 23일)
- 행복한 아침 (2005년 10월 24일 ~ 2013년 4월 7일)
- 매일 그대와 (2013년 4월 8일 ~ 2020년 8월 30일)

오전 11시대
- 김보화의 트로트 가요앨범 (2000년 5월 1일 ~ 2003년 5월 11일)
- 태진아 트로트 쇼 (2003년 5월 12일 ~ 2003년 10월 19일)
- 태진아 쇼쇼쇼 (2003년 10월 20일 ~ 2013년 4월 7일)
- 주현미의 러브레터 2차 (2013년 4월 8일 ~ 2016년 4월 24일)
- 음악이 있는 풍경 (2016년 4월 25일 ~ 2018년 9월 30일)
- 골든팝스 (2018년 10월 1일 ~ 2020년 8월 30일)

낮 12시대
- 김정균, 박수림의 신바람 쇼 (2000년 5월 1일 ~ 2001년 10월 14일)
- 신영일, 하리수의 행복남녀 (2001년 10월 15일 ~ 2002년 3월 31일)
- 이홍렬, 임예진의 12시 큐 (2002년 4월 1일 ~ 2002년 10월 20일)
- 싱싱한 12시 (2002년 10월 21일 ~ 2008년 4월 20일)
- 오징어 (2008년 4월 21일 ~ 2010년 12월 31일)
- 임백천의 라디오 7080 (2011년 1월 1일 ~ 2018년 9월 30일)
- 양파의 음악정원 (2018년 10월 1일 ~ 2020년 8월 30일)

오후 2시대
- 희망가요 1차 (1991년 5월 6일 ~ 2001년 4월 8일)
- 2시가 좋아 (2001년 4월 9일 ~ 2003년 6월 1일)
- 희망가요 2차 (2003년 6월 2일 ~ 2016년 4월 24일)
- 행복한 두시 조성모입니다 (2016년 4월 25일 ~ 2018년 9월 30일)
- 오늘 같은 오후엔 이세준입니다 (2018년 10월 1일 ~ 2020년 8월 30일)
- 김혜영과 함께 (2020년 8월 31일 ~ 2023년 5월 7일)
- 송진우의 용감한 라디오 (2023년 5월 8일 ~ 2024년 3월 24일)

오후 4시대
- 오늘의 날씨 (1995년 4월 3일 ~ 2003년 2월 9일)
- 유익종, 노유정의 뮤직카페 (2000년 5월 1일 ~ 2001년 4월 8일)
- 희망가요 (2001년 4월 9일 ~ 2003년 6월 1일)
- 뮤직토크 (2003년 6월 2일 ~ 2007년 4월 15일)
- 네시엔 (2007년 4월 16일 ~ 2010년 4월 18일)
- 신나는 오후 4시 (2010년 4월 19일 ~ 2010년 12월 31일)
- 박철의 대한민국 유행가 (2011년 1월 1일 ~ 2013년 4월 7일)
- 해피타임 4시 (2013년 4월 8일 ~ 2025년 6월 29일)

저녁 6시대
- 증권 정보 (1993년 10월 11일 ~ 2008년 4월 18일)
- 즐거운 세상 (2000년 5월 1일 ~ 2003년 10월 19일)
- 해피투데이 (2003년 10월 20일 ~ 2005년 5월 1일)
- 라디오 챔피언 (2005년 5월 2일 ~ 2007년 4월 15일)
- 김구라의 초저녁쇼 (2007년 4월 16일 ~ 2008년 4월 20일)
- 시사터치 (2008년 4월 21일 ~ 2010년 4월 18일)
- 즐거운 저녁길 (2010년 4월 19일 ~ 2013년 4월 7일)
- 메모리즈 (2013년 4월 8일 ~ 2014년 4월 6일)
- 그대 곁에 지금 (2014년 4월 7일 ~ 2015년 6월 13일)
- 탐나는 6시 (2015년 6월 15일 ~ 2017년 1월 8일)
- 라디오스타 (2017년 1월 9일 ~ 2020년 8월 30일)
- 두근두근 음악엔 (2020년 8월 31일 ~ 2022년 7월 3일)

저녁 7시대
- 지식충전소 (2008년 11월 17일 ~ 2010년 4월 18일)

저녁 8시대
- 라디오가 좋아요 (2000년 5월 1일 ~ 2004년 10월 17일)
- 김지선의 행복충전 (2004년 10월 18일 ~ 2008년 4월 20일)
- 장영란의 감성클럽 오빠 (2008년 4월 21일 ~ 2008년 11월 16일)
- 프리웨이 (2008년 11월 17일 ~ 2009년 10월 25일)
- 정훈희의 8시 가요쇼 (2009년 10월 26일 ~ 2010년 4월 18일)
- 주현미의 러브레터 1차 (2010년 4월 19일 ~ 2013년 4월 7일)
- 음악공감 (2013년 4월 8일 ~ 2014년 12월 31일)
- 박철의 진지한 라디오 (2015년 1월 1일 ~ 2018년 5월 27일)

밤 9시대
- 지식충전소 (2008년 4월 21일 ~ 2008년 11월 16일)

밤 10시대
- FM 인기가요 (1986년 11월 17일 ~ 2009년 4월 26일)

밤 12시대
- 오재호의 인생이야기 (2000년 5월 1일 ~ 2001년 10월 14일)
- 이지연의 夜인시대 (2009년 4월 28일 ~ 2009년 10월 26일)
- 0시의 음악여행 (2009년 10월 27일 ~ 2014년 12월 31일)
- 아우라 (2015년 1월 2일 ~ 2016년 4월 24일)
- 0시의 가요무대 최시중입니다 (2016년 4월 25일 ~ 2018년 9월 30일)
- 라디오 다이어리 그 남자 그 여자 (2018년 10월 1일 ~ 2019년 6월 9일)

새벽 1시대
- 아름다운 밤 아름다운 노래 (2000년 5월 1일 ~ 2001년 10월 14일)

새벽 2시대
- 한밤의 영화음악실 (2013년 4월 8일 ~ 2014년 9월 21일)

## 주파수
| 방송국                 | 호출부호 | 송신소        | 주파수      | 출력                    | 송신소 위치                                  | 비고                                |
| ---------------------- | -------- | ------------- | ----------- | ----------------------- | -------------------------------------------- | ----------------------------------- |
| KBS 제2라디오 (해피FM) | HLSA     | 남양 송신소   | AM 603kHz   | 250kW(주간) 500kW(야간) | 경기도 화성시 송산면 고정리 625-2            |                                     |
| KBS 제2라디오 (해피FM) | HLSA-SFM | 관악산 송신소 | FM 106.1MHz | 10kW                    | 경기도 안양시 동안구 비산동 산3-1            |                                     |
| KBS춘천                | HLCE-SFM | 화악산 송신소 | FM 98.7MHz  | 3kW                     | 경기도 가평군 북면 화악2리 산218-2           |                                     |
| KBS춘천                | HLCE-SFM | 윗도골 송신소 | FM 100.5MHz | 300W                    | 강원특별자치도 원주시 소초면 수암리 산202-4  |                                     |
| KBS춘천                | HLCE-SFM | 인제 중계소   | FM 88.1MHz  | 100W                    | 강원특별자치도 인제군 인제읍 덕산리 산14-2   | [ 24 ]                              |
| KBS강릉                | HLAH-SFM | 괘방산 송신소 | FM 102.1MHz | 5kW                     | 강원특별자치도 강릉시 강동면 정동진리 산19-1 | 통합 전 속초방송국의 주파수         |
| KBS강릉                | HLAH-SFM | 속초 중계소   | FM 106.7MHz | 100W                    | 강원특별자치도 속초시 설악동 산3-1 목우재    |                                     |
| KBS강릉                | HLAH-SFM | 양양 중계소   | FM 103.9MHz | 100W                    | 강원특별자치도 양양군 양양읍 월리 산3        |                                     |
| KBS전주                | HLAS-SFM | 모악산 송신소 | FM 92.9MHz  | 3kW                     | 전북특별자치도 김제시 금산면 금산리 산1      | 통합 전 군산방송국의 주파수         |
| KBS광주                | HLAA-SFM | 무등산 송신소 | FM 95.5MHz  | 3kW                     | 광주광역시 동구 용연동 산354-4               | 통합 전 전일방송국의 주파수         |
| KBS광주                | HLAA-SFM | 대둔산 중계소 | FM 88.1MHz  | 100W                    | 전라남도 해남군 현산면 조산리 산84-1         |                                     |
| KBS광주                | HLAA-SFM | 남산 중계소   | FM 102.7MHz | 1kW                     | 전라남도 순천시 덕월동 산115-2               | 과거 순천방송국의 주파수            |
| KBS광주                | HLAA-SFM | 구봉산 중계소 | FM 100.9MHz | 500W                    | 전라남도 여수시 국동 산 17-1                 | 대전과 같은 주파수                  |
| KBS광주                | HLAA-SFM | 고흥 중계소   | FM 106.7MHz | 10W                     | 전라남도 고흥군 고흥읍 남계리 산58-1         |                                     |
| KBS청주                | HLAC-SFM | 우암산 송신소 | FM 90.9MHz  | 1kW                     | 충청북도 청주시 상당구 수동 산2-1            | 개국 전 충주 1라디오 주파수         |
| KBS대구                | HLQH     | 영일 송신소   | AM 558kHz   | 250kW                   | 경북 포항시 남구 호미곶면 구만리 380         |                                     |
| KBS대구                | HLQH-SFM | 팔공산 송신소 | FM 102.3MHz | 3kW                     | 대구광역시 동구 용수동 산1                   |                                     |
| KBS대구                | HLQH-SFM | 김천 중계소   | FM 88.9MHz  | 100W                    | 경상북도 김천시 신음동 산92 달봉산           | 2012년 12월 31일부터 방송 송출 개시 |
| KBS대구                | HLQH-SFM | 울릉 중계소   | FM 92.1MHz  | 250W                    | 경상북도 울릉군 울릉읍 사동리 산29-1 삼각산  |                                     |
| KBS제주                | HLQC-SFM | 견월악 송신소 | FM 91.9MHz  | 3kW                     | 제주특별자치도 제주시 봉개동 산78-1          |                                     |
| KBS제주                | HLQC-SFM | 삼매봉 중계소 | FM 89.7MHz  | 1kW                     | 제주특별자치도 서귀포시 서홍동 822-1         |                                     |
| KBS제주                | HLQC-SFM | 금악 중계소   | FM 92.7MHz  | 100W                    | 제주특별자치도 제주시 한림읍 금악리 산1-2    |                                     |
| KBS부산                | HLKE-SFM | 황령산 송신소 | FM 97.1MHz  | 3kW                     | 부산광역시 부산진구 전포1동 산50-1           | 통합 전 울산방송국의 주파수         |
| KBS부산                | HLKE-SFM | 기장 중계소   | FM 99.5MHz  | 15W                     | 부산광역시 기장군 일광읍 횡계리 산28-1       |                                     |
| KBS부산                | HLKE-SFM | 양산 중계소   | FM 99.5MHz  | 20W                     | 경상남도 양산시 북정동 산39-2                |                                     |
| KBS부산                | HLKE-SFM | 정관 중계소   | FM 99.5MHz  | 20W                     | 부산광역시 기장군 정관읍 달산리 산32-2       |                                     |
| KBS부산                | HLKE-SFM | 녹산 중계소   | FM 99.5MHz  | 30W                     | 부산광역시 강서구 생곡동 산 10-3             |                                     |
| KBS창원                | HLKD-SFM | 불모산 송신소 | FM 106.1MHz | 3kW                     | 경상남도 창원시 성산구 천선동 산213-8        | 통합 전 마산방송총국의 주파수       |
| KBS창원                | HLKD-SFM | 생초 중계소   | FM 99.7MHz  | 100W                    | 경상남도 산청군 금서면 특리 산24-3 봉화재    | [ 24 ]                              |
| KBS대전                | HLQT-SFM | 식장산 송신소 | FM 100.9MHz | 3kW                     | 대전광역시 동구 낭월동 300                   | 여수와 같은 주파수                  |
| KBS대전                | HLQT-SFM | 옥마산 중계소 | FM 89.5MHz  | 100W                    | 충청남도 보령시 성주면 개화리 산23-4         |                                     |

## 로고송
| “ | 즐거움과 행복을 주는 KBS 해피FM | ” |
|   | — 2007년 ~ 현재                 |   |

| “ | 해피 해피 해피 KBS 해피FM   | ” |
|   | — 2003년 10월 20일 ~ 2007년 |   |

| “ | 라디오는 내 친구 KBS 제2라디오 | ” |
|   | — 2001년 ~ 2003년              |   |

| “ | 언제나 어디서나 즐거운 제2라디오 | ” |
|   | — 2000년 ~ 2003년                |   |

| “ | KBS 제2라디오!    | ” |
|   | — 2000년 ~ 2001년 |   |

| “ | 함께 들어요 음악이 좋은 방송 KBS 해피FM | ” |

| “ | 함께해 나만의 행복한 라디오 KBS 해피FM | ” |
|   | — 2008년(추정) ~                       |   |

| “ | 음악이 좋은 방송 KBS 해피FM | ” |

| “ | 사랑하기 때문에~ (KBS) | ” |
|   | — 2022년~              |   |

## 시보
매 정시마다 시보를 송출하며, 이는 전국적으로 동일하다. 다만 방송이 개시되는 오전 5시에는 지역국 별로 자체 시보가 송출된다. 뉴스와 다음 프로그램 사이에는 현재 시각을 알리는 시보가 송출된다.
아침 5시와 광고 시보, 프로그램 예고 시보에는 신비한 음악 소리가 나오고 시보 소리(꽝)가 들리지만 KBS 제2라디오 로고송을 빼고 그냥 "땡" 소리가 나가는 게 특징이다.
단, 새벽 3시 시보에는 광고도 없고, 방송국 고지와 시각도 나오지 않지만 신비한 음악 소리가 나가고 시보 소리(땡)가 들린다.

## 제공 시보
- 삼성전자 (08시, 09시 시보 제공)
- 프로그램 예고 (00시~02시, 06시, 10시, 14시~17시, 20시~23시 시보 제공)
- KBS 2라디오 로고송 (07시, 11시~13시, 18시, 19시 시보 제공)

## 시보 멘트
- 아침 5시 : 좋은 방송 밝은 내일, KBS가 5시를 알려드립니다. FM 106.1MHz, KBS 제2라디오입니다. HLSA.(지역마다 다름)
- 아침 6시 ~ 다음 날 새벽 2시 (광고가 있는 시보) : KBS 해피FM, 제2라디오입니다. - 광고주 - (광고주)에서 몇 시를 알려드립니다.
- 아침 6시 ~ 다음 날 새벽 2시 (광고가 없는 시보) : (사랑하기 때문에 KBS~ ) 잠시 후 몇 시에는 (프로그램 제목)을, 를 보내드립니다/이, 가 이어집니다. KBS 해피FM, 제2라디오입니다.
- 오전 11시 ~ 오후 1시, 저녁 6시 ~ 7시 (광고가 없는 시보) : KBS 해피FM, 제2라디오입니다. - KBS 해피FM 로고송 - 오늘도 행복한 하루 KBS 해피FM에서 몇 시를 알려드립니다.

## 특집 프로그램

### 해피FM 설날 / 추석 교통 특별 생방송
KBS 제2라디오(KBS 해피FM)에 방송되는 매년 명절 특집 생방송 프로그램이다. 명절 연휴 첫 날과 마지막 날에 방송되며 교통정보를 제공한다.

### OO일간의 음악여행
설날, 추석 명절 연휴 기간에 방송되는 특집 프로그램이다. 해피FM, 쿨FM의 모든 프로그램이 특집을 마련하여 평상 시보다 음악을 많이 들려주는 특집 방송이다. 이 날 각각 프로그램 특집 코너를 마련하여 사전에 사연을 접수한다.

## 같이 보기
- KBS 제1라디오
- EBS FM
- MBC FM4U
- CBS 음악FM
- BBS FM
- TBS FM
- YTN
- 시민방송
- 상생방송
- 방송대학TV